# Serkan Izmirlioglu
Serkan Izmirlioglu (* 10. Juli 1998 in Frauenfeld) ist ein schweizerisch-türkischer Fussballspieler.

## Karriere
Izmirlioglu spielte in seiner Jugend beim FC Frauenfeld und bei der Spielgruppierung „Team Thurgau“. Schliesslich spielte er auch für die erste Mannschaft der Frauenfelder in der 2. Liga interregional. Nach einer Saison wechselte er zur zweiten Mannschaft des FC St. Gallen. Nach drei Saisons beim FCSG wechselte er zum Stadtrivalen SC Brühl in der dritthöchsten Liga, der Promotion League, dort spielte er wiederum für ein Jahr. 2020 wechselte er ablösefrei für zwei Jahre mit einer Option auf Verlängerung zum FC Wil. Sein Debüt feierte Izmirlioglu beim Cup-Spiel gegen den FC Aarau. Nach einer guten Hinrunde wurde er im Januar 2022 vom FC Luzern in der höchsten Schweizer Liga verpflichtet. Dort kam er anschliessend jedoch nur in zwei Spielen der zweiten Mannschaft zum Einsatz. Für die Spielzeit 2022/23 war Izmirlioglu an die zweitklassige AC Bellinzona ausgeliehen, für die er insgesamt 22 Ligaspiele bestritt, ehe er sich im März 2023 mit einem Kreuzbandriss verletzt ausfiel. Zurück in Luzern bestritt er in der Saison 2023/24 kein Spiel mehr und verliess den Verein im Sommer 2024. Im August 2024 wechselte er in die zweithöchste türkische Liga zu Adanaspor.